# Copa EuroAmericana
La Copa EuroAmericana è stato un torneo calcistico amichevole organizzato annualmente dall'emittente DirecTV tra il 2013 e il 2015.
La manifestazione si svolgeva in America tra i mesi di luglio e agosto.

## Formula
Il torneo ha idealmente raccolto l'eredità della Coppa Transatlantica, disputata in modalità non continuativa tra gli anni sessanta e novanta del XX secolo.
Nella prima e nella terza edizione hanno preso parte alla manifestazione club provenienti dalla confederazione della CONMEBOL (Sud America) che hanno affrontato formazioni della UEFA (Europa); nella seconda edizione, invece, hanno partecipato anche squadre della CONCACAF (Nord e Centro America)
Particolarità della formula era quella di non assegnare il successo ad una singola squadra, bensì ad un intero continente: si sommavano infatti i risultati ottenuti dalle compagini americane ed europee, decretando campione la confederazione che aveva totalizzato il maggior numero di vittorie; nel caso in cui una partita terminasse con il punteggio di parità, l'esito del match veniva deciso ai tiri di rigore.

## Albo d'oro
| Edizione | Vincitore | Sconfitto | Risultato |
| -------- | --------- | --------- | --------- |
| 2013     | Europa    | America   | 6–2       |
| 2014     | Europa    | America   | 5–4       |
| 2015     | America   | Europa    | 3–1       |